# Cornell University Press

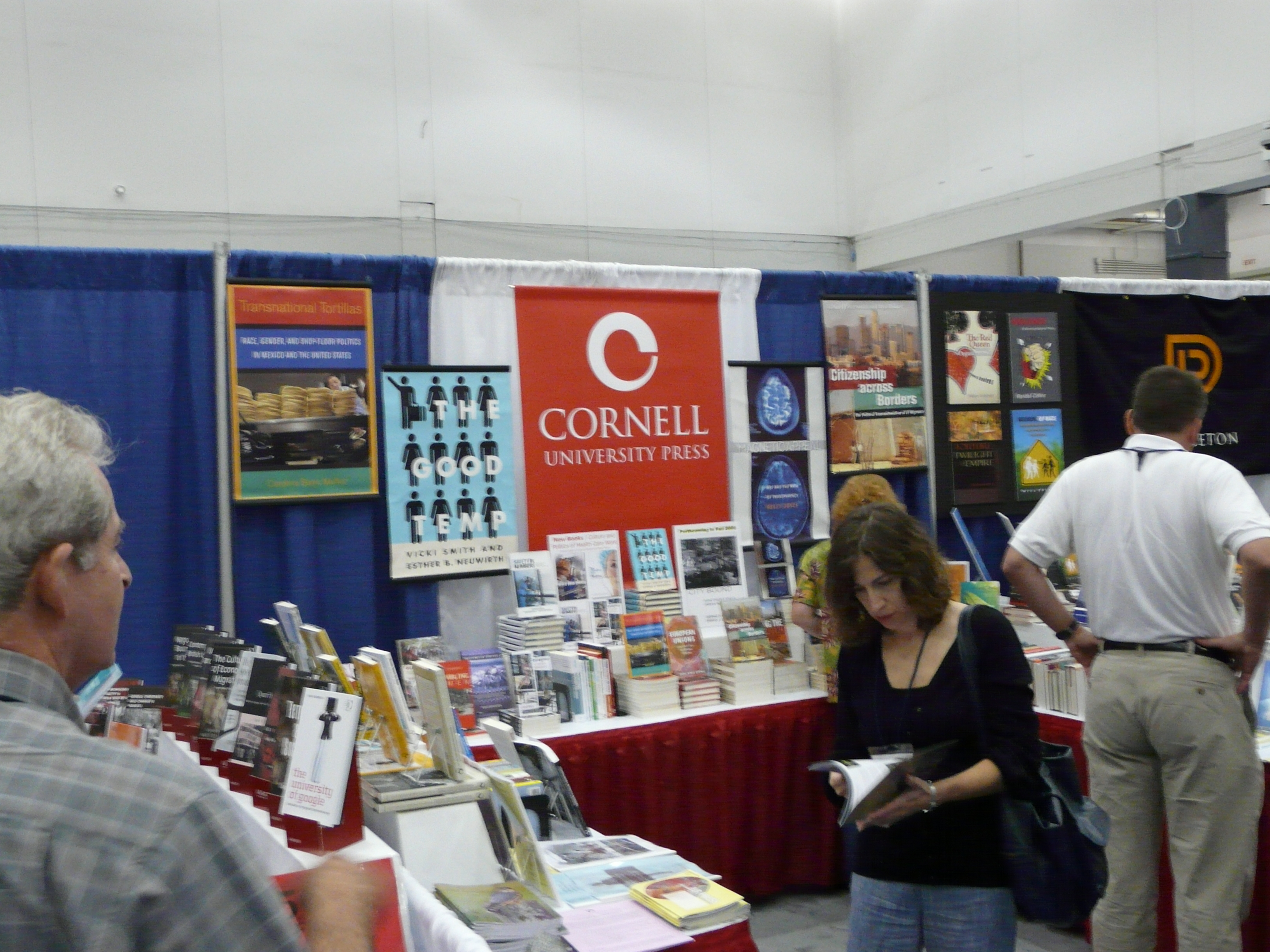
Stand Cornell în 2008

Cornell University Press este o divizie editorială a Universității Cornell situată în clădirea Sage, fosta reședință a lui Henry William Sage. A fost înființată în 1869, dar, deși a fost inactivă din 1884 până în 1930, este considerată prima editură universitară din Statele Unite ale Americii.
Editura a fost înființată în clădirea Colegiului de Arte Mecanice (așa cum a fost denumită ingineria constructoare de mașini în secolul al XIX-lea), deoarece inginerii știau mai multe despre presele tipografice decât profesorii de literatură. Încă de la începuturile sale, editura a oferit ajutoare financiare studenților pentru a lucra la punerea în funcțiune și exploatarea preselor tipografice care tipăreau manuale, broșuri, un săptămânal studențesc și publicațiile oficiale ale universității.
Astăzi, ea este unul dintre cele mai mari edituri universitare din SUA. Aici sunt publicate aproximativ 150 de cărți de non-ficțiune în fiecare an în diverse domenii precum antropologie, studii asiatice, biologie, filologie clasică, istorie, economie, critică și teorie literară, științele naturii, filosofie, politică și relații internaționale, medicină veterinară etc. Deși editura a fost subvenționată de către universitate în cea mai mare parte a existenței sale, ea este dependentă în mare măsură în prezent de vânzările de carte pentru a-și finanța operațiunile.